# Flight of the Phoenix
Flight of the Phoenix (bra O Voo da Fênix, ou Voo do Fênix; prt Voo da Fénix) é um filme norte-americano lançado em 2004, dirigido por John Moore (cineasta) e estrelado por Dennis Quaid e Tyrese Gibson, entre outros. É uma nova versão de The Flight of the Phoenix, e aborda as aventuras de um grupo de pessoas que se vê perdido no Deserto de Gobi quando seu avião cai e não há sinais de civilização por perto.

## Enredo
Quando uma plataforma terrestre no Deserto de Gobi da Mongólia se torna improdutiva, o Capitão Frank Towns  (Dennis Quaid) e o copiloto "A.J." (Tyrese Gibson) são enviados para a desligar por meio de um C-119 Flying Boxcar. Contudo, na rota para Pequim, uma tempestade de areia obriga-os a realizar uma aterragem forçada num ponto remoto do deserto. Além dos dois, viajavam também no avião a tripulação da plataforma, e Elliot (Giovanni Ribisi), um nómada solitário. Como carga, a aeronave levava os pedaços da plataforma. Durante a queda, um dos membros da tripulação, Kyle, cai pela porta de carga danificada, e dois outros, Dr. Gerber (Paul Ditchfielde) e Newman (Martin Hindy), morrem na turbulência e no impacto. O avião danifica-se de maneira que um conserto se torna impossível para as condições do grupo.
Quando a tempestade cessa e a areia abaixa, eles descobrem que só tem água para um mês. Davis (Jared Padalecki) sai e perde-se, morre e a sua equipe não consegue encontrá-lo. Quando percebem que ele desapareceu, a equipa fica abalada. Alguns tentam ir-se embora, mas o capitão pede que fiquem e o grupo decide esperar pelo resgate. Contudo, percebem que talvez o resgate não venha tão rápido quanto esperam (se vier), e surpreendem-se com a ideia de Elliot, que diz ser um designer de aeronaves: construir um novo avião a partir dos pedaços úteis do C-119 destruído. O capitão inicialmente recusa a ideia, e James Liddle decide caminhar sozinho pelo deserto. Frank tenta impedir qualquer tentativa de ir atrás dele, mas Kelly o repreende, e o capitão decide ir atrás do tripulante sozinho, seguindo suas pegadas e carregando apenas um cantil de água. Após uma longa jornada, chega a um vale cheio de detritos metálicos recentes, que são na verdade a carga do avião que caiu quando a porta de carga se abriu durante a queda. Junto aos destroços, o capitão descobre o corpo nu e baleado de Kyle, com várias cápsulas de balas ao seu redor. James aparece e diz a ele que alguém já passou por lá e pegou o relógio que Kyle ganhou dele num jogo de poquer.
O grupo tenta sobreviver por várias semanas debaixo de tempestades de areia, falta de água, e brigas internas. O futuro avião é denominado Fênix, em referência à ave mitológica. É então revelado que Elliot é na verdade um designer de miniaturas de aviões, que segundo ele não são brinquedos mas sim aviões menores. Os problemas aumentam quando um grupo de ladrões do deserto monta seu acampamento próximo ao local da queda e, numa tentativa de comunicação, Rodney (Tony Curran) acaba por ser morto. No pulso do bandido pode-se ver o relógio ao qual James se referiu quando Frank encontrou o corpo morto de Kyle. O bandido é mais tarde friamente executado por Elliot, quando é capturado e levado pelo grupo. Apesar dos problemas, a equipe consegue construir um avião e fazê-lo descolar, a tempo de não serem apanhados por um grande grupo de ladrões.
No final, numa série de fotos, pode ver-se que, depois dos eventos mostrados, Frank e AJ começaram sua própria linha aérea chamada Phoenix (Fênix), Sammi e sua esposa começam seu restaurante, James reencontra-se com sua esposa e filhos, Ian torna-se um jogador de golfe profissional , Kelly trabalha numa plataforma oceânica e Elliot aparece na capa de uma revista vestindo uma roupa espacial e com uma manchete que diz: "NASA's New Hope?" ("A Nova Esperança da NASA?").

## Elenco
| Intérprete             | Personagem          |
| ---------------------- | ------------------- |
| Dennis Quaid           | Captain Frank Towns |
| Tyrese Gibson          | A.J.                |
| Giovanni Ribisi        | Elliott             |
| Miranda Otto           | Kelly Johnson       |
| Tony Curran            | Alex Rodney         |
| Kirk Jones             | Jeremy              |
| Jacob Vargas           | Sammi               |
| Hugh Laurie            | Ian                 |
| Scott Michael Campbell | James Liddle        |
| Kevork Malikyan        | Rady                |
| Jared Padalecki        | John Davis          |
| Paul Ditchfield        | Dr. Gerber          |
| Martin Hindy           | Newman              |
| Bob Brown              | Kyle                |
| Anthony Wong           | Lead Smuggler       |

## Recepção
No site agregador de críticas Rotten Tomatoes, 30% das 116 resenhas dos críticos são positivas. O consenso diz: "O que esta atualização carece é de tensão, tornou-se uma ação genérica." O Metacritic, que usa uma média ponderada, atribuiu ao filme uma pontuação de 47 em 100, baseado em 28 críticos, indicando críticas "mistas ou médias".